# Prosper Mérimée
Prosper Mérimée (født 28. september 1803, død 23. september 1870) var en fransk forfatter og historiker. Mérimée er nok mest kendt for den korte roman Carmen, der danner basis for Georges Bizets opera med samme titel. Af andre værker kan nævnes romanen Bartholomæusnatten.
Til fransk oversatte han flere russiske forfattere som Pusjkin, Gogol og Turgenjev.
Han var senator og medlem af Académie française og Æreslegionen.

## Udvalgte værker
- Matteo Falcone (1829).
- La Vénus d'Ille (1837).
- Colomba (1840).
- Carmen (roman i 3 + 1 dele) (1845).
- Lokis (1869).
- La Chambre bleue (1872).